# Marius M'Baiam
Nekiambé Marius M'Baiam est un footballeur international tchadien né le 6 janvier 1987. Son poste de prédilection est attaquant. Il évolue depuis août 2015 à l'ASM Belfort.

## Biographie
Marius M'Baiam est formé au Grenoble Foot 38. Il ne joue cependant aucun match en pro avec Grenoble.
En juin 2007, Marius M'Baiam est prêté à Louhans-Cuiseaux. Puis, lors de l'été 2009, il s'engage en faveur du Gap HAFC. Il évolue en National à Gap, puis à Orléans, avant de retrouver son club de cœur et club formateur, le Grenoble Foot 38 en juin 2012.
Marius M'Baiam compte plusieurs sélections et plusieurs buts avec l'équipe nationale du Tchad. Il inscrit son premier but avec le Tchad le 6 septembre 2008 lors d'un match des éliminatoires de la coupe du monde 2010 face au Soudan.

## Clubs
- 2003-2004 : Renaissance N'Djaména  Tchad
- 2004-2009 : Grenoble Foot 38  France
  - 2007-2008 : (prêt) CS Louhans-Cuiseaux  France
- 2009-2011 : Gap HAFC  France
- 2011-2012 : US Orléans  France
- 2012-2014 : Grenoble Foot 38  France
- 2014-2015 : Jura Sud Foot  France
- depuis 2015 : ASM Belfort  France